# كأس البرازيل 1994
كأس البرازيل 1994 هو الموسم 6 من كأس البرازيل. أقيم خلال الفترة 18 فبراير 1994 وحتى 10 أغسطس 1994، وأشرف على تنظيمه اتحاد البرازيل لكرة القدم، وكان عدد الأندية المشاركة فيه 32، وفاز فيه غريميو بورتو أليغرينزي.